# Bacardi
Bacardi er en familiekontrolleret spiritusvirksomhed, som er bedst kendt for sin produktion af rom, herunder Bacardi Superior og Bacardi 151. Virksomheden sælger omkring 200 millioner flasker hvert år i knap 100 forskellige lande. Selskabet solgte i 2007 for 5,5 milliarder dollars, hvilket var en stigning fra 4,9 milliarder i 2006.
Bacardi har hovedkvarter i Hamilton på Bermuda og har en 16 medlemmer stor bestyrelse, som er ledet af firmaets oprindelige grundlæggers tip-oldebarn, Facundo L. Bacardi. Firmaets præsident Bernard F. Ramirez og "co-præsident" Charles M. Hernandez spiller også en stor rolle for produktionen og salget.

## Varemærker
Bacardi varermærker inkluderer:
- Cachaça: Leblon
- Cognac: Baron Otard, D'ussé
- Gin: Bombay Sapphire, Bosford Rose, Oxley
- Likør: Bénédictine, Cedlila, Get, Martini Spirito, Patrón Citrónge, St-Germain
- Mezcal: Illegal
- Mousserende vin: Martini Alta Langa, Martini Asti, Martini Grandi Augur, Martini Magici Istanti, Martini Prosecco, Martini Riserva di Montellera, Martini Rosé
- Rom: Bacardí, Banks, Castillo, Facundo, Havana Club (kun i USA), Pyrat, Santa Teresa, Single Cane Estate
- Tequila: Camino Real, Cazadores, Corzo, Patrón
- Vermouth: Martini, Noilly Prat
- Vodka: Eristoff, Grey Goose, Russian Prince, Ultimat Vodka, 42 Below
- Amerikansk whiskey: Angel's Envy, Stillhouse
- Irsk whiskey: Teeling
- Skotsk whisky:
  - Single malt Skotsk whisky: Aberfeldy, Aultmore, Craigellachie, Deveron, Royal Brackla
  - Blended Skotsk whisky: Dewar's, William Lawson's
- Øl: Hatuey

Primære produkter
- Bacardi Superior
- Bacardi 8
- Bacardi Gran Reserva
- Bacardi Dark Rum
- Bacardi White Rum
- Bacardi Spiced Rum
- Bacardi Gold Rum
- Bacardi 151
- Bacardi Gold
- Bacardi Mojito
- Bacardi Breezer
- Bacardi Apple
- Bacardi Lemon
- Bacardi Carta Blanca